# Alosimus
Alosimus is een geslacht van kevers uit de familie oliekevers (Meloidae).
Het geslacht is voor het eerst wetenschappelijk beschreven in 1857 door Mulsant.

## Soorten
Het geslacht omvat de volgende soorten:
- Alosimus abeillei (Escherich, 1896)
- Alosimus albovillosus (Escalera, 1914)
- Alosimus araxis (Reitter, 1892)
- Alosimus armeniacus (Faldermann, 1837)
- Alosimus brevicornis (Abeille de Perrin, 1880)
- Alosimus castaneus (Escherich, 1896)
- Alosimus chalybaeus (Tauscher, 1812)
- Alosimus cirtanus (Lucas, 1847)
- Alosimus crabrerai (Escalera, 1923)
- Alosimus crassicornis (Escalera, 1914)
- Alosimus decolor (Abeille de Perrin, 1880)
- Alosimus filitarsis (Escalera, 1925)
- Alosimus gracilis (Abeille de Perrin, 1880)
- Alosimus latitarsis Kaszab, 1951
- Alosimus longicollis (Escherich, 1896)
- Alosimus luteus (Waltl, 1838)
- Alosimus maculicollis (Mulsant & Wachanru, 1853)
- Alosimus marginicollis (Haag-Rutenberg, 1880)
- Alosimus pallidicollis (Gyllenhal, 1806)
- Alosimus reitterianus (Semenov, 1900)
- Alosimus robustus (Escalera, 1914)
- Alosimus smyrnensis (Maran, 1942)
- Alosimus sulcicollis (Abeille de Perrin, 1880)
- Alosimus syriacus (Linnaeus, 1858)
- Alosimus tenuicornis (Escalera, 1914)
- Alosimus tyrrhenicus Bologna, 1989
- Alosimus viridissimus (Lucas, 1847)